# Liste des lacs au Cap-Vert
La Liste des lacs au Cap-Vert répertorie la liste non exhaustive des lacs au Cap-Vert.

## Lacs notoires et catégories de lacs présents dans le pays
Le Cap-Vert, un archipel situé au large des côtes de l'Afrique de l'Ouest possède plusieurs types de lacs, de types cratère, salé, d'irrigation et temporaire.